# Kenny Rollins
Kenneth Herman "Kenny" Rollins, född 14 september 1923 i Charleston i Missouri, död 9 oktober 2012 i Greencastle i Indiana, var en amerikansk basketspelare.
Rollins gick i skola vid University of Kentucky och spelade för Kentucky Wildcats och blev olympisk mästare i basket vid sommarspelen 1948 i London.